# Bansko (kommun)

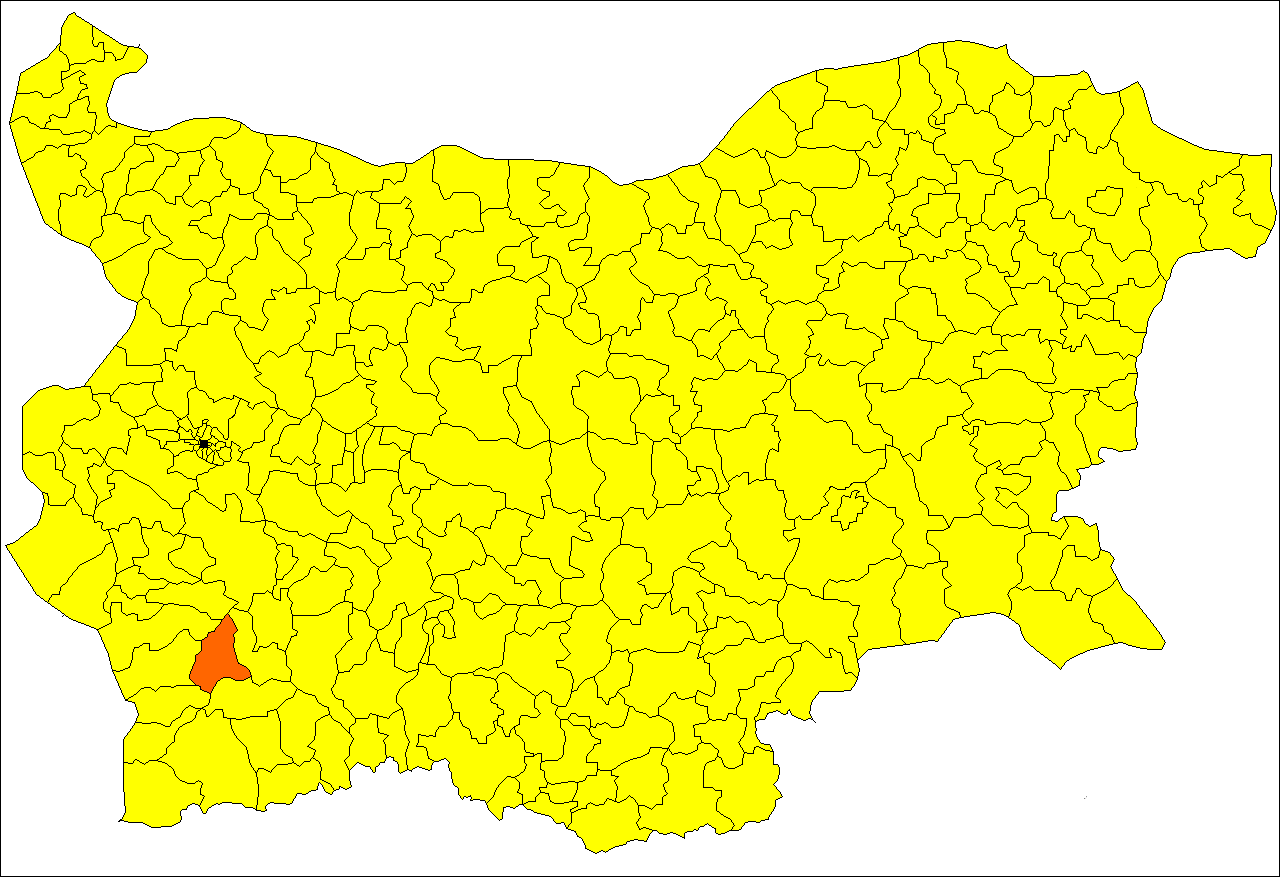
Bansko kommun.

Bansko kommun (på bulgariska: община Банско) är en kommun i Blagoevgrad region i Bulgarien. Centralort är Bansko. Kommunens yta är 492,14 km² och folkmängden 12 812.

## Geografi
Bansko kommun ligger mellan Pirinbergen, Rilabergen och Rodopibergen. Bergstoppen Vichren (2914 meter) ligger inom regionen.
Orter i Bansko kommun:
| - Bansko - Dobrinisjte - Filipovo - Gostun | - Kremen - Mesta - Obidim - Osenovo |